# Baía de São José
Baía de São José är en vik i Brasilien.   Den ligger i delstaten Maranhão, i den nordöstra delen av landet, 1 500 kilometer norr om huvudstaden Brasília.